# Terpsichore cretata
Terpsichore cretata är en stensöteväxtart som först beskrevs av William Ralph Maxon, och fick sitt nu gällande namn av Alan Reid Smith. Terpsichore cretata ingår i släktet Terpsichore och familjen Polypodiaceae. Inga underarter finns listade.